# Никольское (село, Чаплыгинский район)
Никольское — село Чаплыгинского района Липецкой области, входит в состав Троекуровского сельсовета.

## Географическое положение
Село расположено в 3 км на северо-запад от центра поселения села Троекурово и в 33 км на северо-запад от райцентра города Чаплыгин.

## История
Никольское, Серебряное тож, в качестве новоселебного села, входившего вместе с с. Федоровским в число вотчин Вердеревского, упоминается в Ряжских окладных книгах 1676 г., где находилась церковь великого Чудотворца Николая. Вместо построенной в конце XVII века деревянной Никольской церкви, которая обветшала и склонилась на сторону, как замечено в ведомостях 1805 г.. В 1807 г. построена была новая деревянная церковь того же храмонаименования. Каменная Никольская церковь с приделами в честь иконы Божьей Матери Тихвинской и св. вмч. Варвары построена иждивением Льва Александровича Тарасова и других благотворителей и освящена в 1871 году. 
В XIX — начале XX века село являлось центром Никольской волости Раненбургского уезда Рязанской губернии. В 1906 году в селе было 55 дворов.
С 1928 года село являлось центром Никольского сельсовета Троекуровского района Козловского округа Центрально-Чернозёмной области, с 1954 года — в составе Липецкой области, с 1963 года — в составе Чаплыгинского района, с 1976 года — в составе Троекуровского сельсовета. 

## Население
| 1859 | 1897 | 1906 | 2010 |
| ---- | ---- | ---- | ---- |
| 671  | ↗677 | ↗802 | ↘58  |